# Sălaj (distrikt)
Sălaj er et distrikt i Transsylvanien i Rumænien med 248.015 (2002) indbyggere. Hovedstad er byen Zalău.

## Byer
- Zalău
- Cehu Silvaniei
- Jibou
- Sarmasag
- Şimleu Silvaniei

## Kommuner
| - Agrij - Almaşu - Băbeni - Bălan - Bănişor - Benesat - Bobota - Bocşa - Boghiş - Buciumi - Camăr - Carastelec - Chieşd - Cizer - Coşeiu | - Crasna - Creaca - Crişeni - Cristolţ - Cuzăplac - Dobrin - Dragu - Fildu de Jos - Gâlgău - Gârbou - Halmăşd - Hereclean - Hida - Horoatu Crasnei - Ileanda | - Ip - Letca - Lozna - Măerişte - Marca - Meseşenii de Jos - Mirşid - Năpradea - Nuşfalău - Pericei - Plopiş - Poiana Blenchii - Românaşi - Rus - Sălăţig | - Sâg - Sânmihaiu Almaşului - Someş-Odorhei - Surduc - Şamşud - Sarmasag - Şimişna - Treznea - Ugrutiu - Valcău de Jos - Vârşolţ - Zalha - Zauan - Zimbor |

47°12′N 23°03′Ø / 47.2°N 23.05°Ø